# Moon Secure AV
Moon Secure AV (Moon Secure Antivirus) est un logiciel antivirus pour Windows sous licence GPL. Il est basé sur le moteur de ClamAV et donc utilise la même liste de virus. Moon Secure AV est écrit en C, C++ et Delphi.
Contrairement à ClamWin, il offre une protection en temps réel.